# Andrej Makovejev
Andrej Makovejev, född 16 oktober 1982 i Tobolsk, är en rysk skidskytt som debuterade i världscupen 2005. Makovejev har vunnit en världscuptävling – distansloppet den 12 januari 2012 i Nové Město na Moravě.